# Colibrí inca daurat
El colibrí inca daurat (Coeligena eos) és una espècie d'ocell de la família dels troquílids (Trochilidae) que habita l'oest de Veneçuela.